# عشق و رقص
عشق و رقص (به انگلیسی: Love N' Dancing) فیلمی محصول سال ۲۰۰۸ و به کارگردانی رابرت ایسکاو است. در این فیلم بازیگرانی همچون ایمی اسمارت، تام مالوی، بیلی زین، کارولین رئا، لیلا آرچری، ریچل درچ و بتی وایت ایفای نقش کرده‌اند.